# Arturo Rawson
‎Arturo Rawson Corvalán, argentinski general, * 4. junij 1885, Santiago del Estero, † 8. oktober 1952, Buenos Aires.
Rawson Corvalán je bil predsednik Argentine (1943).